# Russisch Nationaal Orkest

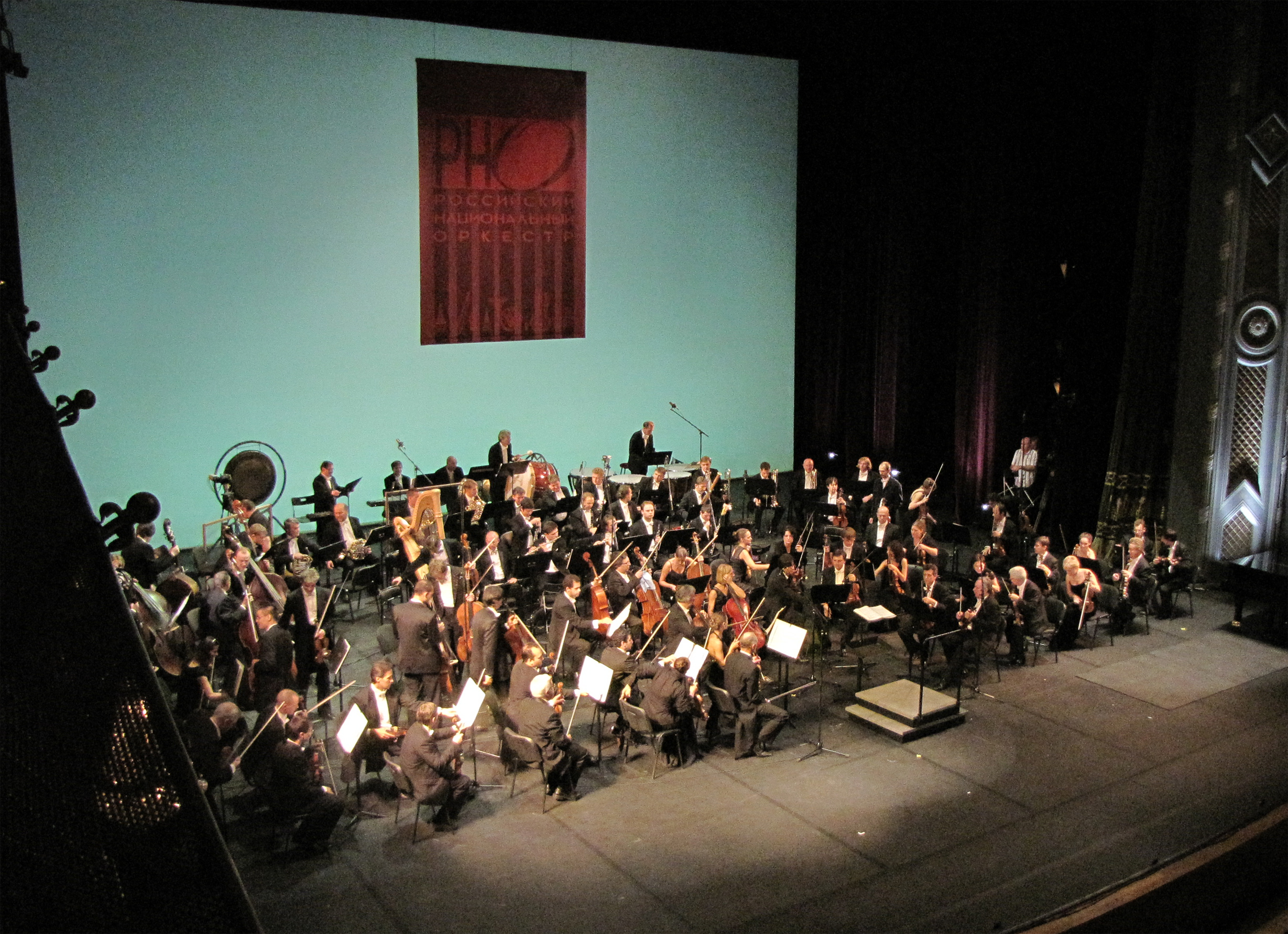
Russisch Nationaal Orkest (2009)

Het Russisch Nationaal Orkest (“RNO”) is opgericht in 1990 door de Russische componist, pianist en dirigent Michail Pletnev.
Het artistieke beleid van het orkest wordt gevormd en geleid door het college van RNO-dirigenten, een groep van internationaal bekende dirigenten die geleid wordt door de artistieke directeur Michail Pletnev. Een andere “uitvinding” van het RNO is Cultural Allies, een programma dat uitwisselingen van artiesten bevordert tussen Rusland en het Westen, en opdrachten verstrekt aan componisten voor nieuwe werken. 
Het orkest wordt financieel ondersteund met privéfondsen en wordt geleid door een multinationale “board of trustees”. Het Russisch Nationaal Orkest breekt daarmee met een trend in Rusland. Geaffilieerde organisaties zijn onder andere de RNO New York Council, de American Council of the RNO, de Russian National Orchestra Trust (UK), en de Russische Kunst Stichting. 
Het Russisch Nationaal Orkest is het eerste Russische orkest dat heeft opgetreden in het Vaticaan en in Israël. Het orkest heeft een bijzonder vol internationaal tourschema en treedt op in Europa, Azië, Noord- en Zuid-Amerika. Concerten worden regelmatig op de radio uitgezonden door zowel de National Public Radio in de Verenigde Staten als door de European Broadcasting Union.
Het orkest treedt regelmatig op bij belangrijke festivals: het is het orkest dat vanaf de oprichting speelt op het Festival del Sole in Napa Valley, Californië, het Festival of the Arts BOCA in Boca Raton (Florida), het Singapore Sun Festival, en is het vaste orkest van het Toscaanse Sole Festival in Cortona, Italië.

## Discografie
Het orkest heeft sinds de oprichting meer dan vijftig opnames gemaakt bij Deutsche Grammophon en PentaTone Classics, met dirigenten zoals de oprichter en artistiek directeur Michail Pletnev en de vaste gastdirigenten Vladimir Jurowski, Kent Nagano, Alexander Vedernikov en Paavo Berglund.
De opname van het orkest van Prokofjev's Peter en de wolf, gedirigeerd door Kent Nagano en verteld door Sophia Loren, Bill Clinton en Michail Gorbatsjov won in 2004 een Grammy Award en daarmee was het RNO het eerste Russische orkest dat die hoge onderscheiding uit de muziekwereld won. In 2007 werd een Spaanse versie uitgegeven, verteld door Antonio Banderas, gevolgd door een Russische versie met de acteurs Oleg Tabakov en Sergei Bezrukov, en er staan nog meer anderstalige versies, zoals het Chinees (Mandarijn) op het programma.
Verder is het orkest bezig met een cyclus van  Sjostakovitsj op PentaTone Classics, die nu al wordt bejubeld als “de meest opwindende cyclus van de symfonieën van Sjostakovitsj die op cd verschenen is, en met afstand de mooist opgenomen versie.” (SACD.net)
Een complete discografie is te vinden op de officiële website van het orkest.